# On My Block
On My Block ist eine US-amerikanische Coming-of-Age-Serie des Video-on-Demand-Dienstes Netflix, die von vier Freunden in einem Vorort von Los Angeles handelt. Die erste Staffel wurde am 16. März 2018 auf Netflix veröffentlicht. Am 13. April 2018 wurde eine zweite Staffel bestätigt, die am 29. März 2019 veröffentlicht wurde. Die dritte Staffel ist seit dem 11. März 2020 auf Netflix aufrufbar. Am 4. Oktober 2021 erschien die vierte und letzte Staffel.

## Handlung

### Erste Staffel
Die vier Freunde Monse, Cesar, Ruben "Ruby" und Jamal stehen kurz vor ihrem ersten Schultag auf der High School. Monse hat den Sommer getrennt von ihren Freunden in einem Schreibcamp verbracht und als sie zurückkehrt, ist alles anders gewesen: Ruby und Jamal sprechen nicht mehr mit Cesar, dessen Bruder Oscar, Anführer der ortsansässigen "Santos", aus dem Gefängnis entlassen wurde. Ruby und Jamal wollen Monse zunächst nicht die Hintergründe berichten, erzählen ihr jedoch schließlich, dass Cesar behauptet, mit Monse geschlafen zu haben und es nicht zurücknehmen will. Erst später stellt sich heraus, dass es sich um die Wahrheit handelt. Monse möchte ihre Freunde aber nicht verlieren, sondern wieder zusammen bringen. Ein weiteres Problem besteht darin, dass Cesar nun ein Mitglied der Santos ist. Ruby hat derweil andere Sorgen: Nachdem sein Bruder Mario aufs College gegangen ist, freut er sich über sein eigenes Zimmer, jedoch muss er es am Anfang mit seiner Großmutter (Abuela) und später mit der Tochter einer befreundeten Familie, Olivia, teilen. Er entwickelt romantische Gefühle für Olivia, die sich jedoch in Cesar verguckt hat und schließlich mit ihm zusammenkommt. Jamal hingegen macht sich auf den Weg, das Mysterium um das Geld vom Rollerworldüberfall zu finden. Die Ereignisse überschlagen sich, als Cesar Latrelle, ein Mitglied der verfeindeten "Prophets" töten soll, es aber nicht kann. Während Jamal tatsächlich das Rollerworldgeld findet, taucht Latrelle auf der Quinceañera von Olivia auf und gibt einen Schuss ab. Olivia und Ruby werden beide getroffen. Es ist jedoch nicht klar, ob sie überleben.

### Zweite Staffel
Die Freunde müssen den schmerzhaften Tod von Olivia überwinden und Ruby leidet an PTBS. Cesar wurde von den "Santos" rausgeworfen, da er Latrelle nicht getötet hat. Jamal erzählt den anderen von dem Geld und wird von Gartenzwergen bedrängt, woraufhin sie das Geld waschen wollen, um Cesar von der Straße zu holen. Dabei kommt ihnen Rubys Großmutter zur Hilfe. Monse hingegen entscheidet sich, nach Brentwood zu ihrer Mutter, die sie, als sie noch sehr jung war, verlassen hat, zu ziehen. Ihre Beziehung mit Cesar leidet darunter, woraufhin dieser ihr ein Ultimatum stellt. Die beiden trennen sich. Monse findet heraus, dass ihre Mutter ihren Vater als Schläger darstellen lässt, was sie nicht auf sich sitzenlassen kann. Sie kehrt nach Hause zurück. Rubys Bruder Mario besucht seine Familie und bringt seine schwangere Freundin Amber mit. Als ihre Fruchtblase platzt und sie das Kind bekommt, stellt sich heraus, dass Mario nicht der Vater ist. Latrelle taucht wieder auf. Cesar, seine Freunde und Spooky schaffen es mit dem echten RollerWorldgeld die "Prophets" ins Gefängnis zu bringen. Daraufhin wird auch Latrelle verhaftet und für den Mord an Olivia zur Verantwortung gezogen. In der letzten Szene werden die vier Freunde entführt. In der Staffel kommt Ruby nach langem nachdenken auch noch mit Jasmine zusammen die schon lange auf Ruby steht.

### Dritte Staffel
Die vier Freunde finden sich bei Cuchillos wieder, der Anführerin der Santos. Sie verlangt von ihnen Lil Ricky zu finden, da die vier es geschafft hätten, das RollerWorldgeld zu finden und die "Prophets" aus dem Weg zu räumen. Den echten Lil Ricky finden sie jedoch nicht. Überraschenderweise taucht zeitgleich auch Cesar und Oscars Vater Ray auf, der den Kontakt zu seinen Söhnen sucht, genauso wie eine andere Gang, die "19", die den Santos ihr Gebiet streitig machen wollen. Oscar möchten den Kids helfen und mithilfe von Cuchillos mit den "19" verhandeln, die Oscar jedoch in eine Falle lockt und den "19" überlässt. Als sich die vier Freunde auf die Suche nach Oscar machen, finden sie statt ihm die Leiche von Cuchillos, die von den "19" getötet wurde. Die beiden Gangs schließen Frieden und Monse reist aufs Internat.
In der letzten Szene sehen wir Monse, die mit ihren neuen Freundinnen Zeit verbringt, während Jamal Teil des Footballteams zu sein scheint. Zu seinem besten Freund Ruby, der in einer Beziehung mit Jasmine ist, hat er scheinbar keinen Kontakt mehr. Während Oscar glücklich verheiratet ist und seine Frau ein Kind erwartet, scheint es, als sei Cesar der neue Anführer der "Santos".

## Besetzung und Synchronisation
Die deutschsprachige Synchronisation der ersten und zweiten Staffel entstand im Auftrag der Lautfabrik in Berlin nach den Dialogbüchern von Kim Pfeiffer und unter der Dialogregie von Benjamin Plath. Die Synchronisation der dritten Staffel entstand im Auftrag von RRP Media in Berlin nach dem Dialogbuch von Martina Mank und unter Dialogregie von Gordon Rijnders.

### Hauptbesetzung
| Schauspieler         | Rollenname                  | Hauptrolle | Nebenrolle | Deutsche Synchronisation                                                        |
| -------------------- | --------------------------- | ---------- | ---------- | ------------------------------------------------------------------------------- |
| Sierra Capri         | Monse Finnie                | 1–4        |            | Kim Pfeiffer (Staffel 1 und 2) Jennifer Bischof (Staffel 3)                     |
| Diego Tinoco         | Cesar "Little Spooky" Diaz  | 1–4        |            | Benjamin Plath (Staffel 1 und 2) Vincent Borko (Staffel 3)                      |
| Jason Genao          | Ruben "Ruby" Martinez Jr.   | 1–4        |            | Heiko Akrap                                                                     |
| Brett Gray           | Jamal Turner                | 1–4        |            | Leonard Pfeiffer (Staffel 1 und 2) Nico Wiek (Staffel 3)                        |
| Ronni Hawk           | Olivia                      | 1          |            | Lea Faßbender (Staffel 1 – Episode 1–4) Johanna Dost (Staffel 1 – Episode 5–10) |
| Jessica Marie Garcia | Jasmine Flores              | 2–4        | 1          | Angelina Geisler (Staffel 1 und 3) Katja Uhlig (Staffel 2)                      |
| Julio Macias         | Oscar "Spooky" Diaz         | 3–4        | 1–2        | Ulrich Blöcher (Staffel 1 und 2) Stefan Bräuler (Staffel 3)                     |
| Peggy Blow           | Marisol "Abuelita" Martinez | 4          | 1-3        | Anemone Poland                                                                  |

### Nebenbesetzung
| Schauspieler            | Rollenname             | Nebenrolle            | Bemerkungen                           |
| ----------------------- | ---------------------- | --------------------- | ------------------------------------- |
| Jahking Guillory        | Latrelle               | 1–2, 4                | Mitglied der "Prophets"; tötet Olivia |
| Emilio Rivera           | Chivo                  | 1–2 (3 nur Stimme), 4 | Gärtner und ehemaliger "Santos"       |
| Paula Garces            | Geny Martinez          | 1–4                   | Rubys Mutter                          |
| Eric Neil Gutierrez     | Ruben Martinez         | 1–4                   | Rubys Vater                           |
| Danny Ramirez           | Mario Martinez         | 1–2                   | Rubys großer Bruder                   |
| Kylie Samaniego         | Luisa Martinez         | 1–2                   | Rubys kleine Schwester                |
| Julian Lerma            | Luis Martinez          | 1-2                   | Rubys kleiner Bruder                  |
| Reggie Austin           | Monty Finnie           | 1–4                   | Monses Vater                          |
| Lisa Marcos             | Selena "Julia" Whitman | 1–2                   | Monses biologische Mutter             |
| Eme Ikwuakor            | Dwayne Turner          | 1–4                   | Vater von Jamal                       |
| Raushanah Simmons       | Mrs. Turner            | 1–4                   | Mutter von Jamal                      |
| Rob Murat               | Coach Ron              | 1–2, 4                | Football Coach                        |
| Angela Gibbs            | Rosé Westbrook         | 1, 3                  |                                       |
| Shoshana Bush           | Amber                  | 2, 4                  | Marios Freundin                       |
| Ada Luz Pla             | Cuchillos              | 3                     | Anführerin der Santos                 |
| Troy Leigh-Anne Johnson | Kendra                 | 3-4                   | in Jamal verliebt                     |
| Ian Casselberry         | Ray                    | 3-4                   | Cesar und Oscars Vater                |

## Episodenliste

### Staffel 1 (2018)
| Nr. (ges.) | Nr. (Staffel) | Titel            | Regie            | Drehbuch                                       | Erstausstrahlung |
| ---------- | ------------- | ---------------- | ---------------- | ---------------------------------------------- | ---------------- |
| 1          | 1             | "Kapitel Eins"   | Lauren Iungerich | Jeremy Haft, Eddie Gonzalez & Lauren Iungerich | 16. März 2018    |
| 2          | 2             | "Kapitel Zwei"   | Lauren Iungerich | Lauren Iungerich                               | 16. März 2018    |
| 3          | 3             | "Kapitel Drei"   | Steven Tsuchida  | Robert Sudduth                                 | 16. März 2018    |
| 4          | 4             | "Kapitel Vier"   | Steven Tsuchida  | Eddie Gonzalez & Jeremy Haft                   | 16. März 2018    |
| 5          | 5             | "Kapitel Fünf"   | Ryan Shiraki     | Jamie Uyeshiro                                 | 16. März 2018    |
| 6          | 6             | "Kapitel Sechs"  | Ryan Shiraki     | Adam Starks & Francesca Gailes                 | 16. März 2018    |
| 7          | 7             | "Kapitel Sieben" | Steven Tsuchida  | Lauren Iungerich                               | 16. März 2018    |
| 8          | 8             | "Kapitel Acht"   | Steven Tsuchida  | Eddie Gonzalez, Jeremy Haft & Lauren Iungerich | 16. März 2018    |
| 9          | 9             | "Kapitel Neun"   | Lauren Iungerich | Eddie Gonzalez & Jeremy Haft                   | 16. März 2018    |
| 10         | 10            | "Kapitel Zehn"   | Lauren Iungerich | Lauren Iungerich                               | 16. März 2018    |

### Staffel 2 (2019)
| Nr. (ges.) | Nr. (Staffel) | Titel              | Regie            | Drehbuch                     | Erstausstrahlung |
| ---------- | ------------- | ------------------ | ---------------- | ---------------------------- | ---------------- |
| 11         | 1             | "Kapitel Elf"      | Lauren Iungerich | Lauren Iungerich             | 29. März 2019    |
| 12         | 2             | "Kapitel Zwölf"    | Lauren Iungerich | Eddie Gonzalez & Jeremy Haft | 29. März 2019    |
| 13         | 3             | "Kapitel Dreizehn" | Ryan Shiraki     | Jamie Uyeshiro               | 29. März 2019    |
| 14         | 4             | "Kapitel Vierzehn" | Ryan Shiraki     | Christopher Encell           | 29. März 2019    |
| 15         | 5             | "Kapitel Fünfzehn" | Jeremy Haft      | Eddie Gonzalez & Jeremy Haft | 29. März 2019    |
| 16         | 6             | "Kapitel Sechzehn" | Erica Watson     | Lauren Iungerich             | 29. März 2019    |
| 17         | 7             | "Kapitel Siebzehn" | Ryan Shiraki     | Sonia Kharkar                | 29. März 2019    |
| 18         | 8             | "Kapitel Achtzehn" | Ryan Shiraki     | Adam Starks                  | 29. März 2019    |
| 19         | 9             | "Kapitel Neunzehn" | Lauren Iungerich | Eddie Gonzalez & Jeremy Haft | 29. März 2019    |
| 20         | 10            | "Kapitel Zwanzig"  | Lauren Iungerich | Lauren Iungerich             | 29. März 2019    |

### Staffel 3 (2020)
| Nr. (ges.) | Nr. (Staffel) | Titel                      | Regie            | Drehbuch                          | Erstausstrahlung |
| ---------- | ------------- | -------------------------- | ---------------- | --------------------------------- | ---------------- |
| 21         | 1             | "Kapitel Einundzwanzig"    | Lauren Iungerich | Lauren Iungerich                  | 11. März 2020    |
| 22         | 2             | "Kapitel Zweiundzwanzig"   | Lauren Iungerich | Eddie Gonzalez & Jeremy Haft      | 11. März 2020    |
| 23         | 3             | "Kapitel Dreiundzwanzig"   | Valerie Finkel   | Jamie Uyeshiro                    | 11. März 2020    |
| 24         | 4             | "Kapitel Vierundzwanzig"   | Jeremy Haft      | Christopher Encell                | 11. März 2020    |
| 25         | 5             | "Kapitel Fünfundzwanzig"   | Ryan Shiraki     | Lauren Iungerich                  | 11. März 2020    |
| 26         | 6             | "Kapitel Sechsundzwanzig"  | Ryan Shiraki     | Sonia Kharkar & Adam Starks       | 11. März 2020    |
| 27         | 7             | "Kapitel Siebenundzwanzig" | Lauren Iungerich | Eddie Gonzalez & Jeremy Haft      | 11. März 2020    |
| 28         | 8             | "Kapitel Achtundzwanzig"   | Lauren Iungerich | Lauren Iungerich & Auriel Rudnick | 11. März 2020    |

## Rezeption
Der Wertungsaggregator Rotten Tomatoes errechnete für die erste Staffel aus den Kritiken von 22 Kritikern eine Weiterempfehlungsrate von 95 Prozent und eine Durchschnittsbewertung von 7,83 von 10. Für die zweite Staffel errechnete Rotten Tomatoes eine Weiterempfehlungsrate von 100 Prozent, für die dritte von 90 Prozent. In der Internet Movie Database bewerteten mehr als 10.000 Zuschauer den Film im Durchschnitt mit 8,0 von 10 Sternen.

### Auszeichnungen
Teen Choice Award 2018
- Auszeichnung in der Kategorie Choice Breakout TV Show[8]

Teen Choice Award 2019
- Nominierung in der Kategorie Choice Summer TV Actor für Diego Tinoco
- Nominierung in der Kategorie Choice Summer TV Actress für Jessica Marie Garcia